# ثعبان طائر
الثعبان الطائر (الاسم العلمي: Chrysopelea)هو جنس ينتمي إلى فصيلة الحفاثيات. تعتبر الثعابين الطائرة قليلة السم، على الرغم من أن سمها خطير فقط على فريستها الصغيرة. تتواجد أساسا في جنوب شرق آسيا، جنوب شرق آسيا البري، (فيتنام، وكمبوديا، ولاوس)، (وجزر سوندا الكبرى، والصغرى، ومالوكو، والفلبين)، وفي أقصى جنوب الصين، والهند، وسريلانكا

## الإنزلاق والطيران
«كريسوبيليا» تعرف أيضا باسمها الشائع «الأفعى الطائرة». تتسلق باستخدام الحراشف المتواجدة على طول بطنها، تدفع ضد سطح لحاء قاسي من جذوع الأشجار، مما يسمح لها بالتحرك عموديا إلى أعلى شجرة. عند الوصول إلى نهاية الغصن، تستمر الأفعى في التحرك حتى يتدلى ذيلها من نهايته. ثم تقوم بانحناء شكل حرف "J" باللاتينية، ثم تميل إلى الأمام لاختيار مستوى الميل الذي ترغب في استخدامه للتحكم في مسار الانزلاق، وكذلك لاختيار منطقة الهبوط المرغوب فيها. بمجرد أن تقرر وجهة ما، فإنها تدفع نفسها عن طريق دفع جسدها إلى أعلى وبعيدا عن الشجرة، وتشفط بطنها وتوسع أضلاعها لتحويل جسدها إلى «جناح مقعر زائف»، كل ذلك في الوقت الذي تقوم فيه بحركة ملفوفة  نسخة محفوظة 30 أكتوبر 2006 على موقع واي باك مشين. مستمرة من الغشاء الجانبي الموازي للأرض لتثبيت اتجاهها.
إن المزج بين تشكيل جسدها على شكل "C"، وتسطيح بطنها، وإحداث حركة من التموج الجانبي في الهواء، يجعل من الممكن للثعبان أن ينزلق في الهواء، حيث يتمكن أيضا من توفير الطاقة مقارنة بالتحرك على الأرض وتجنب الحيوانات المفترسة المتواجدة هناك. الجناح المقعر الذي ينشئه الثعبان في تسطيحه نفسه، يحول جسمه إلى ضعف عرضه من الجزء الخلفي من الرأس إلى فتحة الشرج، وهو قريب من نهاية ذيله، مما يجعل الجزء المتقاطع من الجسم يشبه الجزء المتقاطع من الصحن الطائر أو القرص الطائر. عندما يتدفق القرص الطائر في الهواء، يسبب التصلب الجزئي المصمم زيادة ضغط الهواء تحت مركزه، مما يتسبب في رفع القرص للطيران. الأفعى تتحرك باستمرار في تموج جانبي لخلق نفس التأثير من زيادة ضغط الهواء تحت جسمه المتحرك إلى الانزلاق. إن الثعابين الطائرة قادرة على الانزلاق بشكل أفضل من السناجب الطائرة وغيرها من الحيوانات الطائرة والمنزلقة، على الرغم من الافتقار إلى الأطراف أو الأجنحة أو أيإسقاط اخر شبيه بالجناح، فهي تنزلق وتطير من عبر الغابات والأدخال التي تقطنها مع مسافة تقارب أو تزيد 100متر. ومع ذلك، فإنها يمكن أن تمارس بعض السيطرة على المواقف أثناء الطيران عن طريق «الانزلاق» في الهواء
تعد قدرتها على الانزلاق، موضع اهتمام علماء الفيزياء ووزارة الدفاع الأمريكية في السنوات الأخيرة، ولا تزال الدراسات تُجرى حول العوامل الأخرى الأكثر دقة والتي تساهم في انزلاقها. وفقًا لبحث حديث أجرته جامعة شيكاغو، اكتشف العلماء ارتباطًا سلبيًا بين الحجم والقدرة على الانزلاق، حيث تمكنت الثعابين الطائرة الأصغر من الانزلاق لمسافات أطول أفقيًا
إضافة إلى ذلك، ووققا لبحث أجراه البروفيسور جيك سوشا في جامعة فرجينيا للتقنية، يمكن لهذه الثعابين تغيير شكل أجسامها من أجل إنتاج قوى ديناميكية هوائية حتى تتمكن من الانزلاق في الهواء.يأمل العلماء أن يؤدي هذا البحث إلى تصميم روبوتات يمكنها الانزلاق في الهواء من مكان إلى آخر.

## السم
تعتبر هذه الأنواع قليلة السم، مع عدد قليل من الحالات المؤكدة للسمية ذات الأهمية الطبية. أنواع الأفاعي الطائرة غير مدرجة في قوائم الثعابين التي تعتبر سامة للناس.

## حمية غذائية
الأفاعي الطائرة هي حيوانات نهارية، مما يعني أنها تصطاد خلال النهار. يقتاتون على السحالي والقوارض والضفادع والطيور والخفافيش.

## الأصناف
هناك خمسة أنواع معترف بها من الأفعاعي الطائرة، وجدت من غرب الهند إلى الأرخبيل الإندونيسي. إن نشاطهم وسلوكهم في البرية يعتبر محدودا، ولكن يعتقد أنها شرسة للغاية، ونادرا ما تنحدر من المظلة. إن أصغر الأنواع يصل طولها إلى حوالي 2 قدم (0,6 متر) وأضخمها ينمو إلى 4 قدم (1,2 متر).
غذائها متغير اعتمادا على نطاقها، ولكن من المعروف أنها تأكل القوارض والسحالي والضفادع والطيور والخفافيش. إنها ثعابين سامة بشكل معتدل، لكن أنياب مؤخرتها الصغيرة والثابتة تجعلها غير مؤذية للبشر.
إن أفعى الأشجار الذهبية أو أفاعي أورنات الطائرة، (جورج شو، 1802): هذا هو أكبر أنواع الأفاعي الطائرة، حيث يصل طولها إلى أربعة أقدام. على الرغم من أنها تسمى أفعى الشجرة الذهبية، هناك اختلافات لونية أخرى؛ فعلى سبيل المثال، تميل بعض المراحل إلى الاتجاه نحو اللون الأخضر بالليمون بدلا من اللون الأصفر الخالص، في حين أن لها في الهند علامات برتقالية إلى حمراء وقضبان سوداء صغيرة على الظهر، تقريبا غنية بالتلوين مثل ثعبان أفاعي الشجرة الذهبية. ونظرا لحجمها، فإن قدرتها على الإنزلاق أو الطيران، تعتبر ضعيفة.
ثعابين شجرة الجنة: إن هذا النوع من الثعابين الطائرة يصل طوله إلى ثلاثة أقدام، وهي مشهور في تجارة الحيوانات الأليفة الأوروبية. 1827 أن هذا النوع من الثعابين الطائر قد يصل إلى ثلاثة أقدام. أجسادها سوداء، لكنها مغطاة بدرجات خضراء غنية. مجموعات من الدرجات الحمراء والبرتقالية والصفراء اللون على شكل بتلات الزهور تخط المنطقة الظهرية من قاعدة الرقبة إلى الذيل. هذا هو اللون الأكثر شهرة، ولكن بعض العينات قد تظهر اللون الأخضر تماما دون أي علامات ظهرية مشرقة. تعتبر قدرتها على الإنزلاق واحدة من أفضل الأفاعي الطائرة
أفاعي الأشجار المزدوجة أو الأفعى الطائرة المزدوجة، كريسوبيليا بيلياس (لينايوس، 1758): وهذا هو أصغر أنواع الأفاعي الطائرة، حيث يصل طولها إلى قدمين. لونها الأساسي أسود أو رمادي داكن، والجسم بأكمله مغطى بالأحمر السميك والأصفر الرقيق مع فرق سوداء. لديهم أيضًا خطوط على البطن بلون القشدة، في حين أن البطين أخضر شاحب. رغم أنها صغيرة، فهي بلا شك واحدة من أندر أنواع الثعابين الطائرة في مداها. على الرغم من أنها قادرة على التحرك أفقيا خلال الهواء عند الانزلاق، فإنها لا تنزلق مثل ثعابين شجرة الجنة.
الأنواع الأقل دراسة هي:
- ثعبان مولوكان الطائر ، Chrysopelea rhodopleuron (بوي، 1827) : من أمبون وسولاويزي في إندونيسيا.
- الأفعى الطائرة السريلانكية ، Chrysopelea taprobanica (سميث، 1943) : من سريلانكا.

## روابط خارجية
- الصفحة الرئيسية Flying Snake
- معلومات عن ثعبان الشجرة الطائرة، ورقة حقائق، صور